# つくば国際大学
つくば国際大学（つくばこくさいだいがく、英語: Tsukuba International University）は、茨城県土浦市真鍋6-20-1に本部を置く日本の私立大学。1946年創立、1994年大学設置。大学の略称はつくば国際、TIU。
学校法人霞ケ浦学園を母体として、1994年に開学した。つくば国際短期大学を併設。

## 概観

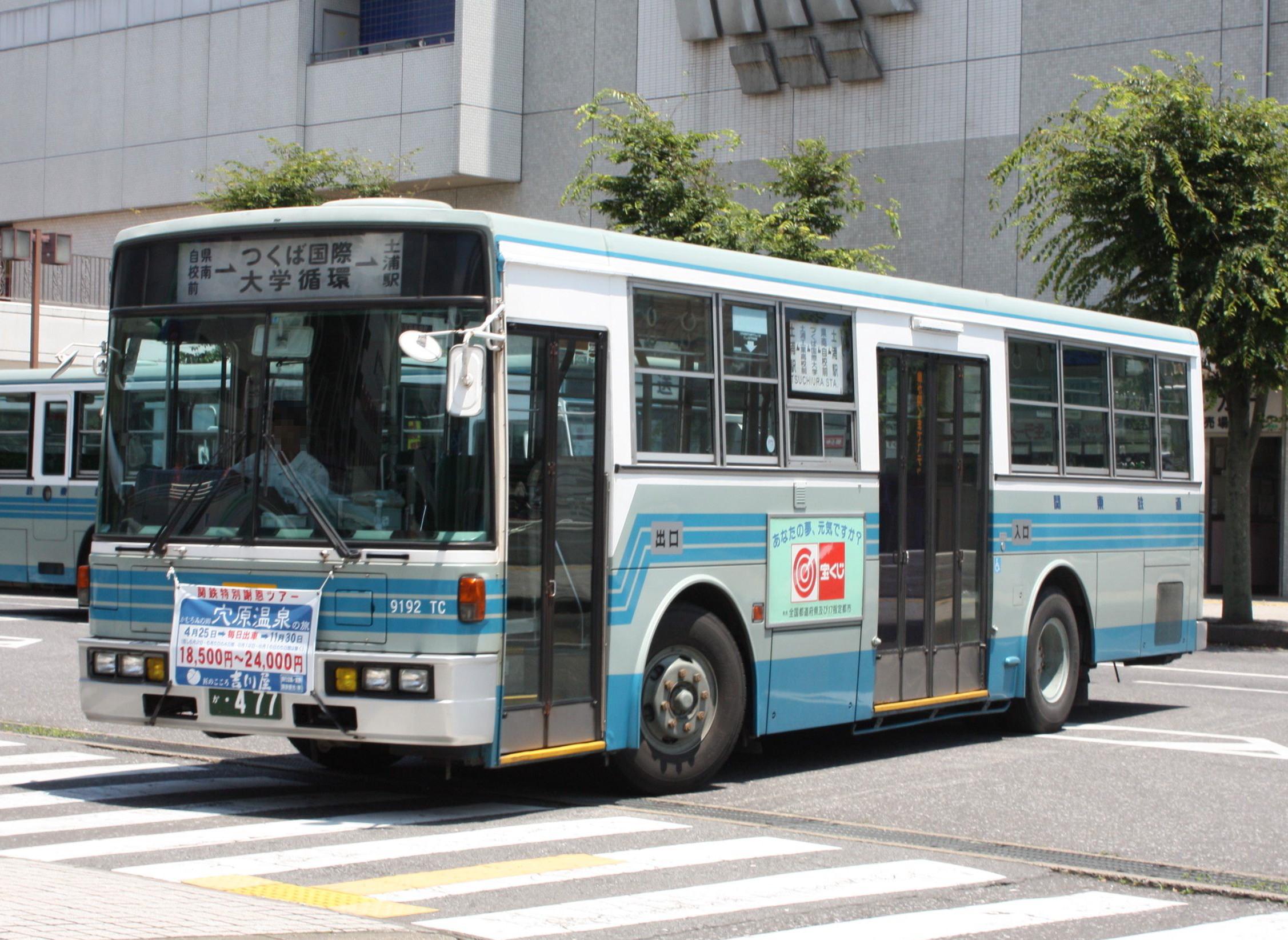
つくば国際大学循環（関東鉄道）

### 建学の理想
「白梅」 - 寒苦風雪に耐え、百花にさきがけて花を開き、やがて立派な実を結ぶ、花実両全の姿

### 建学の理念
- 国際性 - 地球的規模における国際化の進展に伴い、国際的知識と教養、そして国際感覚を身につけた人材を育成します。
- 社会性 - 発展する社会の一員としての自覚を高め、社会科学に関する知識と教養を身につけた人材を育成します。また社会に開かれた大学をめざします。
- 学際性 - 伝統的な学術分野にとらわれず、諸科学の統合によって真に社会発展に貢献することを目的とした学際分野の研究と教育を行います
- 未来性 - 未来がどのように展開されるかを常に念頭に置き、近未来の課題を研究し、未来に向かって必要とされる人材を育成します
- 問題解決性 - 知識や技術を身につけるばかりでなく、常に問題解決に向かって意欲的に取り組む人材を育成します

## 沿革
- 1944年（昭和19年）
  - 3月25日 - 財団法人茨城県土浦女子商業学校設立
  - 4月1日 - 茨城県土浦女子商業学校開校
- 1945年（昭和20年）12月15日 - 財団法人霞ケ浦学園に名称変更
- 1946年（昭和21年）
  - 1月11日 - 茨城県土浦第一高等女学校の設置認可
  - 4月1日 - 茨城県土浦第一高等女学校を開校（普通科、家政科）
- 1947年（昭和22年）8月31日 - 茨城県土浦女子商業学校を廃止
- 1950年（昭和25年）3月15日 - 茨城県土浦第一高等女学校を霞ケ浦女子高等学校に改編（普通科、家政科）
- 1951年（昭和26年）3月3日 - 財団法人霞ケ浦学園を学校法人霞ヶ浦学園に組織変更
- 1952年（昭和27年）2月5日 - 霞ケ浦女子高等学校を土浦第一女子高等学校と改称
- 1958年（昭和33年）4月1日 - 土浦第一女子高等学校に商業科を開設
- 1966年（昭和41年）
  - 1月25日 - 土浦短期大学の設置認可（保育科、国文科）
  - 4月1日 - 土浦短期大学を開学
- 1967年（昭和42年）4月1日 - 土浦短期大学に家政科を開設
- 1968年（昭和43年）3月1日 - 土浦短期大学の家政科を家政専攻、食物栄養専攻に専攻分離
- 1971年（昭和46年）4月1日 - 土浦第一女子高等学校に衛生看護科を開設
- 1988年（昭和63年）12月12日 - 土浦短期大学に留学生別科の設置認可
- 1989年（平成元年）4月1日 - 土浦短期大学に留学生別科日本語研修課程を開設
- 1993年（平成5年）12月21日 - つくば国際大学の設置認可（産業社会学部産業情報学科、社会福祉学科）
- 1994年（平成6年）4月1日 - つくば国際大学を開学
- 1996年（平成8年）4月1日 - 土浦短期大学家政科を生活科学科（生活科学専攻・食物栄養専攻）に名称変更
- 1997年（平成9年）4月1日 - 土浦短期大学をつくば国際短期大学と改称
- 1998年（平成10年）4月1日 - 土浦第一女子高等学校をつくば国際大学高等学校に改称。つくば国際大学高等学校を土浦校舎（普通科、家政科、商業科、衛生看護科）と千代田校舎（普通科）に分割開校
- 1999年（平成11年）4月1日 - つくば国際短期大学の国文科を日本語コミュニケーション学科に名称変更
- 2000年（平成12年）
  - 3月15日 - つくば国際短期大学附属幼稚園の設置認可
  - 4月1日 - つくば国際短期大学附属幼稚園を開園
- 2001年（平成13年）
  - 3月30日 - つくば国際保育園の設置認可
  - 4月1日 - つくば国際短期大学の生活科学科を人間生活学科（人間福祉専攻、食物栄養専攻）に名称変更。つくば国際保育園を開園
- 2002年（平成14年）4月1日 - つくば国際短期大学の人間生活学科人間福祉専攻に介護福祉士養成課程を開設
- 2003年（平成15年）
  - 2月19日 - 収益事業の申請認可
  - 11月27日 - つくば国際短期大学に看護学科の設置認可
- 2004年（平成16年）
  - 4月1日 - つくば国際短期大学に看護学科を開設
  - 8月9日 - 法人本部事務所を移転
- 2005年（平成17年）4月1日 - つくば国際短期大学人間生活学科の食物栄養専攻を健康栄養専攻と名称変更。つくば国際短期大学の留学生別科を廃止
- 2006年（平成18年）
  - 7月1日 - つくば国際短期大学の日本語コミュニケーション学科を廃止
  - 11月30日 - つくば国際大学医療保健学部理学療法学科、看護学科の設置認可
- 2007年（平成19年）
  - 3月31日 - つくば国際百合ヶ丘保育園の設置認可
  - 4月1日 - つくば国際大学に医療保健学部理学療法学科、看護学科を開設。つくば国際百合ヶ丘保育園を開園
- 2008年（平成20年）12月8日 - つくば国際大学高等学校の商業科と衛生看護科を廃止。つくば国際大学高等学校の千代田校を母体とするつくば国際大学東風高等学校を設置認可（全日制普通科）。つくば国際大学の医療保健学部に保健栄養学科の設置認可
- 2009年（平成21年）
  - 3月31日 - つくば国際松並保育園の設置認可
  - 4月1日 - つくば国際大学の医療保健学部に保健栄養学科を開設。つくば国際大学東風高等学校を開校（全日制普通科）。つくば国際松並保育園を開園。つくば国際短期大学の看護学科を廃止
  - 10月15日 - つくば国際大学の産業社会学部にメディア社会学科の設置認可
- 2010年（平成22年）
  - 3月1日 - つくば国際大学東風小学校の設置認可
  - 4月1日 - つくば国際大学の産業社会学部にメディア社会学科を開設。つくば国際大学東風小学校を開校。つくば国際短期大学の人間生活学科（人間福祉専攻、健康栄養専攻）を廃止
- 2012年（平成24年）
  - 3月31日 - つくば国際白梅保育園の設置認可
  - 4月1日 - つくば国際白梅保育園を開園
- 2013年（平成25年）
  - 3月31日 - つくば国際大学産業社会学部の産業情報学科を廃止
  - 4月1日 - つくば国際大学の医療保健学部に診療放射線学科を開設
- 2014年（平成26年）
  - 3月31日 - つくば国際はるかぜ保育園を設置認可
  - 4月1日 - つくば国際大学の医療保健学部に臨床検査学科を開設。つくば国際はるかぜ保育園を開園
- 2015年（平成27年）7月27日 - 本部事務所を移転
- 2016年（平成28年）4月1日 - つくば国際大学の医療保健学部に医療技術学科を開設
- 2017年（平成29年）3月31日 - つくば国際大学産業社会学部のメディア社会学科を廃止
- 2018年（平成30年）1月29日 - つくば国際保育園を移転
- 2019年（平成31年）3月31日 - つくば国際大学産業社会学部の社会福祉学科を廃止。つくば国際大学の産業社会学部を廃止

## 教育及び研究

### 学部

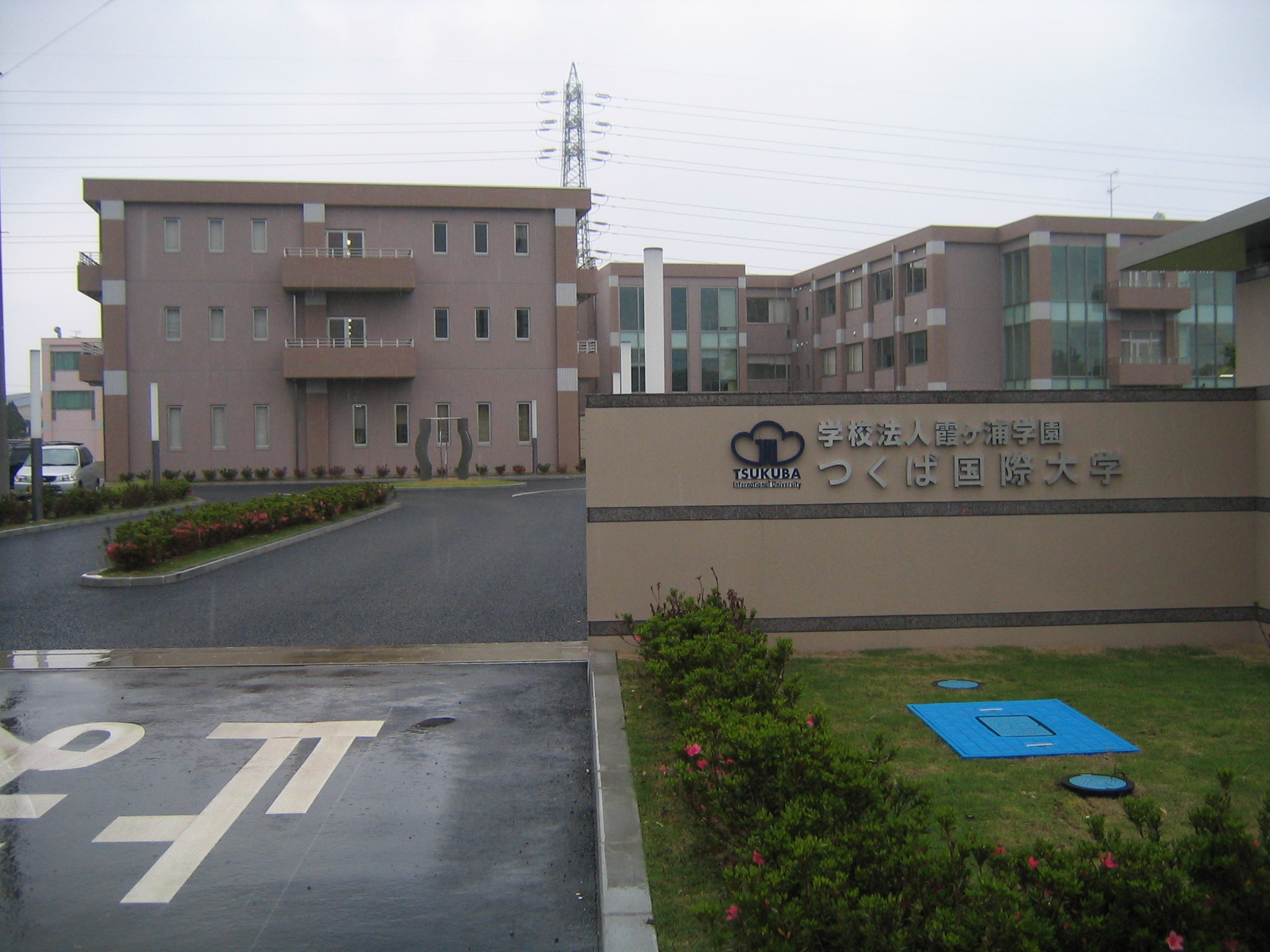
医療保健学部校舎

- 医療保健学部
  - 医療技術学科

茨城県内唯一の臨床工学技士養成学科
  - 臨床検査学科
  - 診療放射線学科
  - 理学療法学科
  - 看護学科
  - 保健栄養学科

### 教育
一部の講義のレベルの低さが2015年2月、文部科学省から問題視された。例えば、「化学」の講義で元素や周期表、「生物学」の講義で光合成やメンデルの法則を一から学ばせるなど、大学教育水準とは見受けられないと指摘され、改善が求められていた。
その後の文部科学省による設置計画履行状況等調査（平成27年度）によれば、意見が付されなかった大学等として記載がされており改善が図られている。

## 学生生活

### 課外活動
- 女子バドミントン部　2004年度　全日本学生選手権単複団体優勝の3冠

### 学園祭
- 毎年、10月の下旬に「霞祭」が行われる

## 法人
- つくば国際短期大学
- つくば国際大学高等学校
- つくば国際大学東風高等学校
- つくば国際大学東風小学校
- つくば国際短期大学附属幼稚園
- つくば国際保育園
- つくば国際百合ヶ丘保育園
- つくば国際松並保育園
- つくば国際白梅保育園
- つくば国際はるかぜ保育園

## 大学関係者と組織

### 大学関係者一覧
- 米倉加奈子：バドミントン選手、バドミントン日本代表チームコーチ
- 関あつし：お笑い芸人